# 제2회 제주영화제
제2회 제주영화제는 2003년 8월 22일에 열린 시상식이다.

## 수상 및 후보

### 본선작
- 8월의 일요일들 - 김정욱